# Séverine Hansen
Pour les articles homonymes, voir Hansen.
Séverine Hansen, née le 5 février 1981 à Nancy, est une coureuse cycliste française de VTT cross-country.

## Palmarès en VTT cross-country

### Championnats du monde
- Vice-championne du Monde juniors : 1998

### Coupe du monde
- Vainqueur de la Coupe du Monde juniors : 1999

### Championnats de France
- Championne de France de VTT cross-country (3) : 2003, 2004, 2005